# Slivovitz

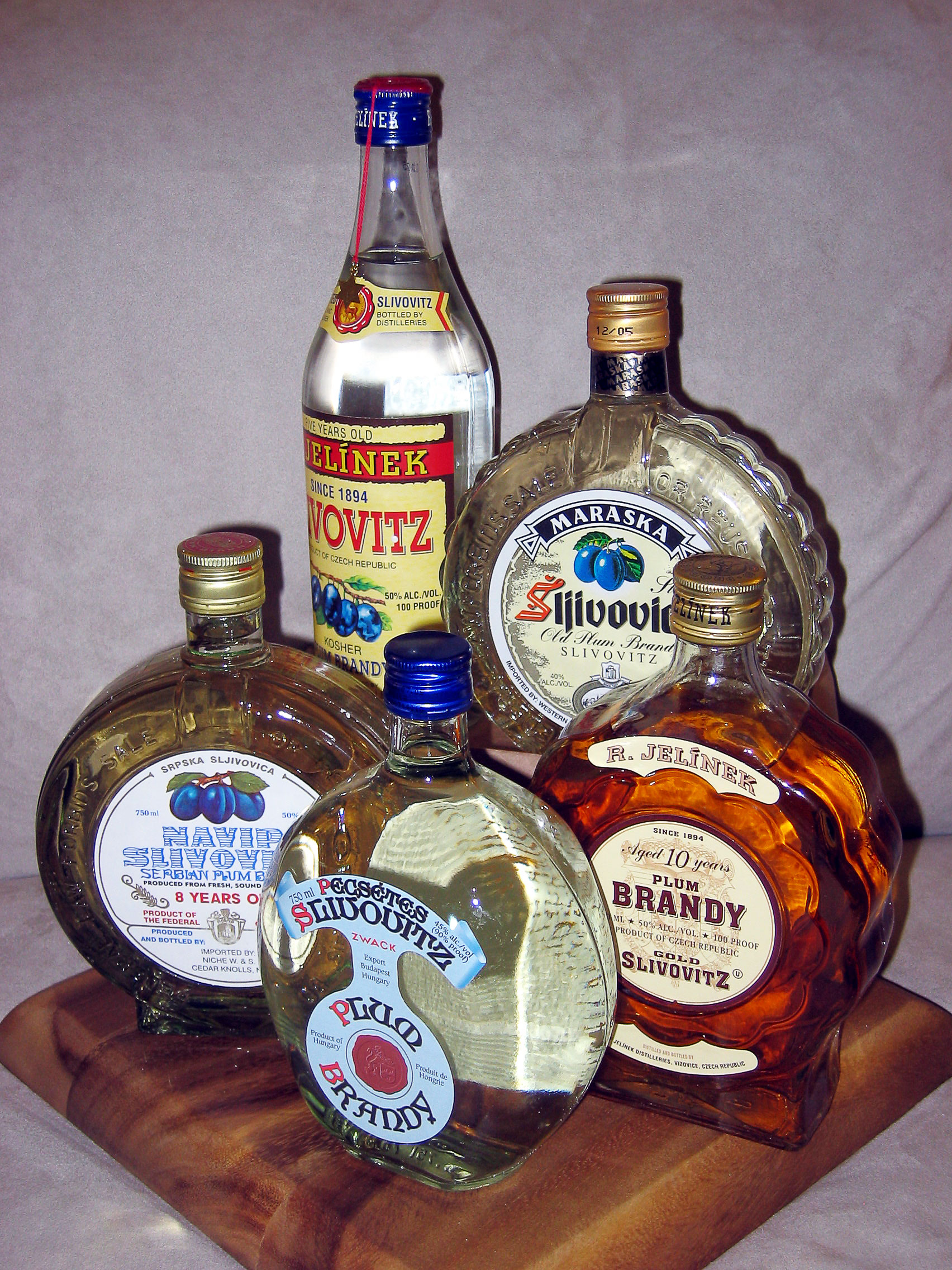
Bouteilles de slivovitz

La slivovitz est un spiritueux slave sec fait à partir de quetsches, proche de la rakia.
On la trouve dans les commerces aux alentours de 55 %, mais la slivovitz originale distillée et consommée en milieu rural avoisine les 80 % d'alcool.
Les familles campagnardes en font souvent de grandes quantités (entre 100 et 200 litres) après la saison des quetsches, le plus souvent en apportant leur récolte à des distilleries coopératives.
Cette réserve permet de faire l'année et est aussi utilisée comme désinfectant ou nettoyant.
On en trouve en Macédoine du Nord, Serbie, Bosnie-Herzégovine, Croatie, Slovénie, Tchéquie, Slovaquie et Pologne.
En République tchèque, notamment en Moravie, dans les mariages traditionnels, on sert de la slivovitz aux invités à la sortie de la messe de mariage[réf. souhaitée].
« Les pratiques sociales et les connaissances liées à la préparation et à l’utilisation de l’eau-de-vie traditionnelle de prunes (šljivovica) » sont inscrites sur la liste représentative du patrimoine culturel immatériel de l'humanité par l'UNESCO en 2022.